# 大萼臭牡丹
大萼臭牡丹（学名：Clerodendrum bungei var. megacalyx）是唇形科大青属臭牡丹的变种。分布于中国大陆的四川等地，生长于海拔1,050米的地区，常生长在山坡林缘，目前尚未由人工引种栽培。